# Abcán
Abcán byl v irské mytologii trpasličí básník a hudebník z Tuatha Dé Danann, raných keltských božstev Irska. Říká se, že má bronzový člun s plechovou plachtou.
V příběhu o smrti bohyně Ruad je Abcán trpaslík, který ji přepravuje z jiného světa do tohoto, aby mohla svést člověka Aeda Srónmára. Zvuky zpěvu mořských panen, nebo v některých verzích hudba z vílího kopce způsobí, že skočí do vody a utopí se.
V jiném příběhu je Abcán zajat hrdinou Cúchulainnem. Osvobodí se tím, že zahraje ukolébavky tak neodolatelné, že válečník usne.
Abcán má mnoho společného s trpasličím hudebníkem Fer Í.